# Ordre de bataille unioniste de Chaffin's Farm
Les commandants et unités de l'armée de l'Union suivants ont combattu lors de la bataille de Chaffin's Farm de la guerre de Sécession. L'ordre de bataille confédéré est indiqué séparément.

## Abréviations utilisées

### Grade militaire
- MG = Major général
- BG = Brigadier général
- Col = Colonel
- Ltc = Lieutenant-colonel
- Maj = Commandant
- Cpt = Capitaine
- Lt = Lieutenant

### Autre
- (b) = blessé
- mb = mortellement blessé
- † = tué
- (PDG) = capturé

## Armée de la James
MG Benjamin F. Butler
- Chef des Ingénieurs : BG Godfrey Weitzel[note 1]

### Xe corps
MG David B. Birney
| Division                                   | Brigade                                                                        | Régiments et autres |
| ------------------------------------------ | ------------------------------------------------------------------------------ | --- |
| Première division BG Alfred H. Terry       | Première brigade Col Francis B. Pond (b) Col Thomas Mulcahy Ltc Alvin C. Voris | - 39th Illinois - 62nd Ohio - 67th Ohio : Ltc Alvin C. Voris - 85th Pennsylvania |
| Première division BG Alfred H. Terry       | Deuxième brigade Col Joseph C. Abbott                                          | - 6th Connecticut - 7th Connecticut - 3rd New Hampshire - 7th New Hampshire - 16th New York Heavy Artillery |
| Première division BG Alfred H. Terry       | Troisième brigade Col Harris M. Plaisted                                       | - 10th Connecticut - 11th Maine - 1st Maryland Cavalry - 27th Massachusetts - 100th New York |
| Deuxième division BG Robert Sanford Foster | Première brigade Col Rufus Daggett (b) Ltc Albert M. Barney                    | - 3rd New York - 112th New York - 117th New York - 142nd New York : Ltc Albert M. Barney |
| Deuxième division BG Robert Sanford Foster | Deuxième brigade Col Galusha Pennypacker                                       | - 47th New York - 48th New York - 76th Pennsylvania - 97th Pennsylvania - 203rd Pennsylvania |
| Deuxième division BG Robert Sanford Foster | Troisième brigade Col Louis Bell                                               | - 13th Indiana - 9th Maine - 4th New Hampshire - 115th New York - 169th New York |
| Troisième division (incomplète)            | Première brigade BG William Birney                                             | - 29th Connecticut (Colored) - 7th U.S. Colored Troops - 8th U.S. Colored Troops - 9th U.S. Colored Troops - 45th U.S. Colored Troops |
| Artillerie                                 | Brigade d'artillerie Col Richard H. Jackson                                    | - 1st Battery, Connecticut Light Artillery - 4th Battery, New Jersey Light Artillery - 5th Battery, New Jersey Light Artillery - 1st Pennsylvania Light Artillery, Battery E - 3rd Rhode Island Heavy Artillery, Battery C - 1st U.S. Artillery, Batteries C and D - 1st U.S. Artillery, Battery M - 3rd U.S. Artillery, Battery E - 4th U.S. Artillery, Battery D |

### XVIIIe corps
MG Edward O. C. Ord  (b) le 29 septembre
BG Charles A. Heckman
BG Godfrey Weitzel
| Division                                                                                | Brigade | Régiments et autres |
| --------------------------------------------------------------------------------------- | --- | --- |
| Première division BG George J. Stannard (b) Colonel James Jourdan BG Gilman Marston     | Première brigade Col Aaron Fletcher Stevens (b) Col Thomas Mulcahy temp. 29 sept. Ltc John B. Raulston              | - 13th New Hampshire - 81st New York : Ltc John B. Raulston - 98th New York - 139th New York : Col Thomas Mulcahy |
| Première division BG George J. Stannard (b) Colonel James Jourdan BG Gilman Marston     | Deuxième brigade BG Hiram Burnham (†) Col Michael Donohoe (b) Ltc Stephen Moffitt temp. 29 sept Col Edgar M. Cullen | - 8th Connecticut - 10th New Hampshire : Col Michael Donohoe - 96th New York : Col Edgar M. Cullen, Ltc Stephen Moffitt - 118th New York |
| Première division BG George J. Stannard (b) Colonel James Jourdan BG Gilman Marston     | Troisième brigade Col Samuel H. Roberts (b) Ltc Stephen H. Moffitt                                                  | - 21st Connecticut : Capt James F. Brown - 92nd New York - 58th Pennsylvania - 188th Pennsylvania : Maj Francis H. Reichard |
| Deuxième division BG Charles A. Heckman Col Harrison S. Fairchild BG Charles A. Heckman | Première brigade Col James Jourdan Col George M. Guion                                                              | - 148th New York : Col George M. Guion - 158th New York : Col James Jourdan - 55th Pennsylvania |
| Deuxième division BG Charles A. Heckman Col Harrison S. Fairchild BG Charles A. Heckman | Deuxième brigade Col Edward H. Ripley                                                                               | - 8th Maine - 9th Vermont |
| Deuxième division BG Charles A. Heckman Col Harrison S. Fairchild BG Charles A. Heckman | Troisième brigade Col Harrison S. Fairchild                                                                         | - 89th New York : Maj Wellington M. Lewis - 2nd Pennsylvania Heavy Artillery : Col James L. Anderson (†) |
| Troisième division BG Charles J. Paine                                                  | Première brigade Col John Henry Holman                                                                              | - 1st U.S.C.T. - 22nd U.S.C.T. - 37th U.S.C.T. |
| Troisième division BG Charles J. Paine                                                  | Deuxième brigade Col Alonzo G. Draper                                                                               | - 5th U.S.C.T. - 36th U.S.C.T. - 38th U.S.C.T. |
| Troisième division BG Charles J. Paine                                                  | Troisième brigade Col Samuel A. Duncan (b) Col John W. Ames                                                         | - 4th U.S.C.T. - 6th U.S.C.T. |
| Troisième division BG Charles J. Paine                                                  | Non affecté | - U.S. Sharpshooters |
| Artillerie                                                                              | Brigade d'artillerie Maj George B. Cook                                                                             | - 2nd New York Light Artillery, Battery H - 3rd New York Light Artillery, Battery E - 3rd New York Light Artillery, Battery K - 3rd New York Light Artillery, Battery M - 7th Battery, New York Light Artillery - 16th Battery, New York Light Artillery - 17th Battery, New York Light Artillery - 1st Pennsylvania Light Artillery, Battery A - 1st Rhode Island Light Artillery, Battery F - 1st U.S. Artillery, Battery B - 4th U.S. Artillery, Battery L - 5th U.S. Artillery, Battery A - 5th U.S. Artillery, Battery F |

### Cavalerie
| Division                                 | Brigade                              | Régiments et autres                               |
| ---------------------------------------- | ------------------------------------ | ------------------------------------------------- |
| Division de cavalerie BG August V. Kautz | Première brigade Col Robert M. West  | - 2nd New York Cavalry - 5th Pennsylvania Cavalry |
| Division de cavalerie BG August V. Kautz | Deuxième brigade Col Samuel P. Spear | - 1st D.C. Cavalry - 11th Pennsylvania Cavalry    |
| Division de cavalerie BG August V. Kautz | Artillerie                           | - 4th Battery, Wisconsin Light Artillery          |